# Patricia Velásquez

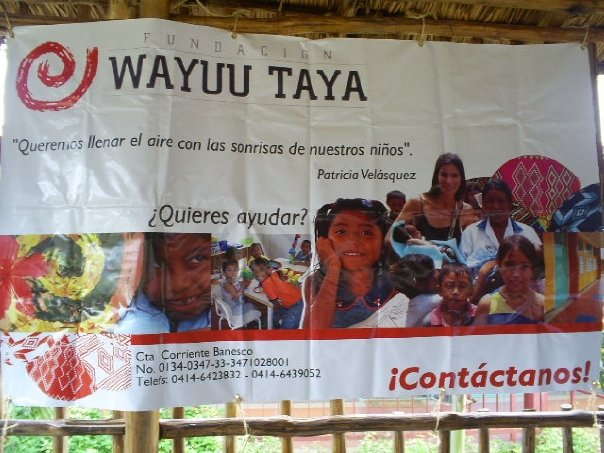
Affiche van de Wayúu Tayá Foundation

Patricia Carola Velásquez Semprún (31 januari 1971) is een Venezolaans actrice en voormalig supermodel.

## Biografie
Velásquez werd in 1971 geboren in Maracaibo als vijfde van de zes kinderen van een Venezolaans echtpaar. Haar vader, een mesties, en haar moeder, een wayuu, waren beide docent. Haar vader had een baan bij de UNESCO en verbleef daarom met zijn gezin tijdelijk in Mexico en in Frankrijk. Velásquez volgde de middelbare school in Venezuela, waar ze in 1987 examen deed. In 1989 deed ze mee aan de Venezolaanse missverkiezing, waarbij ze als tweede eindigde. Na drie jaar college verhuisde ze naar Milaan om model te worden.
Velásquez stond op de catwalk voor vele bekende modeontwerpers, zoals Antonio Berardi, Bella Freud, Corinne Cobson, Claude Montana, en Dolce & Gabbana. In de bladen verscheen ze in advertenties voor onder meer Chanel, Victoria's Secret en Roberto Verino. Ze stond meermaals in de badmodespecial van het Amerikaanse magazine Sports Illustrated. Dat leverde haar veel opdrachten op, een 45e plaats in de "Hot 100 Women of 2001" van het mannenblad Maxim en de reputatie het eerste supermodel uit Latijns-Amerika te zijn.
In 1997 volgde Velásquez acteerlessen en in 1999 speelde ze Anck-su-namun in de Amerikaanse avonturenfilm The Mummy en in 2001 in het vervolg The Mummy Returns. In 2004 had ze een rol in de film Mindhunters en in 2008 speelde ze in een paar afleveringen van de dramaserie The L Word.

## Privé
Velásquez spreekt Spaans, Frans, Italiaans en Engels en stichtte in 2002 de 'Wayúu Tayá Foundation', een charitatieve instelling die als doel heeft de inheemse wayuu te ondersteunen. Ze heeft een dochter.
Begin 2015 publiceerde ze haar memoires, onder de titel Straight Walk. Daarin beschrijft ze haar vroege leven in armoede in Venezuela en hoe ze zich in een relatie met Sandra Bernhard realiseerde lesbisch te zijn.

## Filmografie (selectie)
- Le Jaguar (1996)
- Eruption (1997)
- Beowulf (1999)
- The Mummy (1999)
- Committed (2000)
- Façade (2000)
- San Bernardo (2000)
- The Mummy Returns (2001)
- Mindhunters (2004)
- The L Word - vijfde seizoen (2008)
- The Operative: Red Dawn (2010)
- Almighty Thor (2011)
- Eternal Ashes (2011)
- The Curse of La Llorona (2019)

## Publicatie
- Straight Walk: A Supermodel's Journey to Finding Her Truth (2015), Post Hill Press, New York - memoires

- Bibliothèque nationale de France: cb142360244 (data)
- Catàleg d'autoritats de noms i títols de Catalunya: 981058510253106706
- Gemeinsame Normdatei: 114695672X
- International Standard Name Identifier: 0000 0003 6696 7567
- Library of Congress Control Number: no2001091887
- Nationale Bibliotheek van Tsjechië: xx0322522
- Nationale Bibliotheek van Israël: 987007389569305171
- Nationale Bibliotheek van Polen: a0000002288225
- Système universitaire de documentation: 166336092
- Virtual International Authority File: 231343447
- WorldCat: E39PBJpJhVcwQfQQGDwG43W7HC